# 国分寺市立第五中学校
国分寺市立第五中学校（こくぶんじしりつ だいごちゅうがっこう）は、東京都国分寺市並木町二丁目にある公立中学校。

## 沿革
- 1980年（昭和55年）7月5日 - 校舎建設着工
- 1980年（昭和55年）2月1日 - 初代校長着任
- 1981年（昭和56年）2月2日 - 国分寺市立第五中学校開校事務所設置。（同市内にある第三中学校に設置）
- 1981年（昭和56年）4月6日 - 開校。
- 1981年（昭和56年）4月7日 - 第1回入学式
- 1981年（昭和56年）9月22日 - 第1回運動会
- 1982年（昭和57年）3月19日 - 第1回卒業式
- 1992年（平成4年）3月10日 - コンピューター室、図書室、視聴覚室落成
- 1997年（平成9年）12月 - 校庭夜間照明設置
- 2000年（平成12年）8月 - 校舎耐震化工事
- 2004年（平成16年）8月31日 - 第一期大規模改造工事竣工
- 2005年（平成17年）4月7日 - 通級指導学級「つばさ学級」開級
- 2005年（平成17年）10月8日 - 第二期大規模改造工事竣工
- 2006年（平成18年）9月30日 - 第三期大規模改造工事竣工
- 2020年（令和2年） - 体育館冷暖房設置
- 2021年（令和3年）4月 - 巡回指導型特別支援教室「つばさ教室」開室

## 学校教育目標
- 自ら考え　判断できる人間になろう
- 心身ともにたくましい人になろう
- 心豊かな思いやりのある人になろう
- 互いに協力し　創造できる人間になろう

## 学校行事
体育祭
運動実行委員会を中心に行う。現在4クラスのため
修学旅行
例年関西方面へ行く。
合唱コンクール
臨時で合唱コンのための学芸実行委員会が設置され、同委員会を中心に行う。課題曲自由曲の2曲を合唱する。2025年度までは体育館で開催をしていたが2025年度分より小平市にあるルネ小平にて開催予定。
2025年度課題曲は、1年次：、2年次：時の旅人、3年次：大地讃頌。自由曲は数曲の中から学活の時間で第1～第3希望を出し後で学芸実行委員会で決定する。
球技大会
体育祭同様、運動実行委員会を中心に行う。全校生徒ではなく学年ごとで行う。基本球技だが種目は各学年にいる運動実行委員会などの会議によって決められる。

## 部活動
2025年現在。全部で13ある。
吹奏楽部は3年連続金賞のち、4年連続銀賞の経歴を持つ。その後に4年連続金賞受賞し、2017年には都大会出場を果たした。また、2013年にはディズニーパフォーマンスプログラムに合格し、ディズニーランドでの演奏を果たしている。
サッカー部は2010年、都大会で準優勝した。そのほかにも支部大会優勝などの功績を残している。
運動部
- サッカー部
- 野球部
- 陸上部
- テニス部
- バスケットボール部（男子・女子）
- ソフトテニス部
- 女子バレー部
- 卓球部

文化部
- 吹奏楽部
- 美術部
- 技術研究部（旧パソコン部）
- 文芸部
- 手芸部
- 茶道部

## 通学区域
一部の地域では他の学校へと選択可能となっている。
- 国分寺市立第二小学校
  - 新町三丁目の全域
- 国分寺市立第六小学校
  - 戸倉一丁目14～32番、新町一丁目の全域、二丁目2～5番・15番（1～3・26～28・33・34・37・38）17～19番、並木町一丁目から三丁目の全域、北町一丁目から五丁目の全域
- 国分寺市立第十小学校
  - 戸倉二丁目から四丁目の全域、富士本一丁目の全域、新町二丁目1番・6番～14番・15番（4～25・29・35・39・40）・16番
- 選択可能
  - 東戸倉一丁目（6番地以上）、二丁目の全域

## 交通機関
- JR中央線「国立」駅よりバス「戸倉循環」にて7分「新町」下車徒歩5分
- 西武国分寺線「恋ヶ窪」駅下車徒歩15分

## 出身者
- 木田優夫 - プロ野球選手
- 土屋礼央